# 설중매 (소설)
《설중매》(일본어: 雪中梅 셋추바이[*])는 일본의 소설가 스에히로 뎃초(末広鉄腸)가 쓴 정치 소설이다. 청년지사인 구니노 모토이(国野基)와 그 약혼자인 도미나가 오하루(富永お春)의 두 중심 인물을 두고 일본의 자유민권운동을 소재로 다룬다. 1886년(메이지 19년) 8월에 상편이, 11월에 하편이 출판되었다. 1908년 대한제국에서 구연학(具然學)에 의해 번안되어 회동서관(匯東書館)에서 출간했다. 구연학의 《설중매》는 두 주인공을 이태순과 장매선으로, 또 메이지 유신 이후의 일본을 미래의 시점에서 회상하는 내용을 갑오개혁 이후 조선의 현실을 그리는 것으로 번안하였다.

## 같이 보기
- 번안소설